# Union Mills

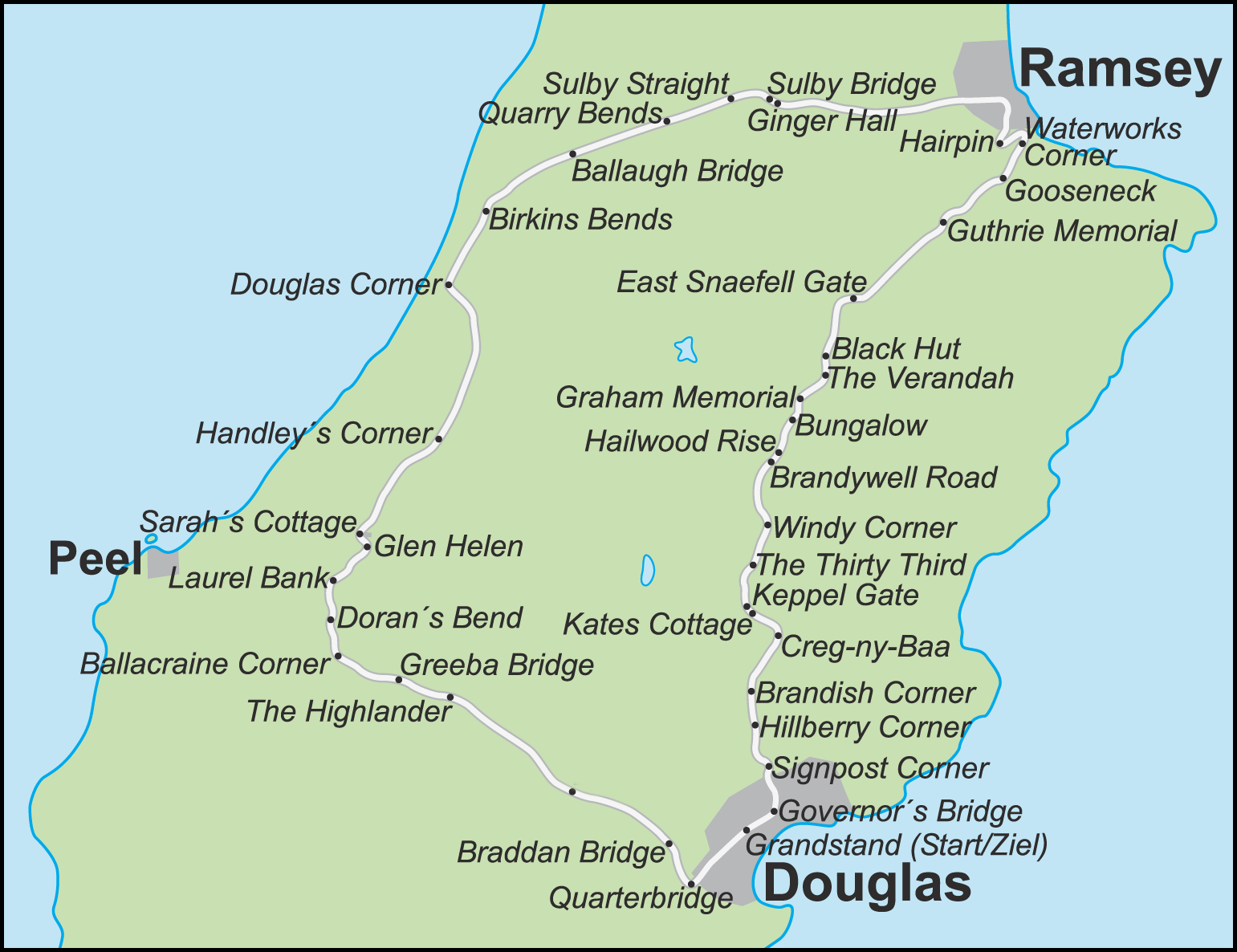
Union Mills ligt aan de zuidkant van het circuit van Man vlak bij Braddan Bridge

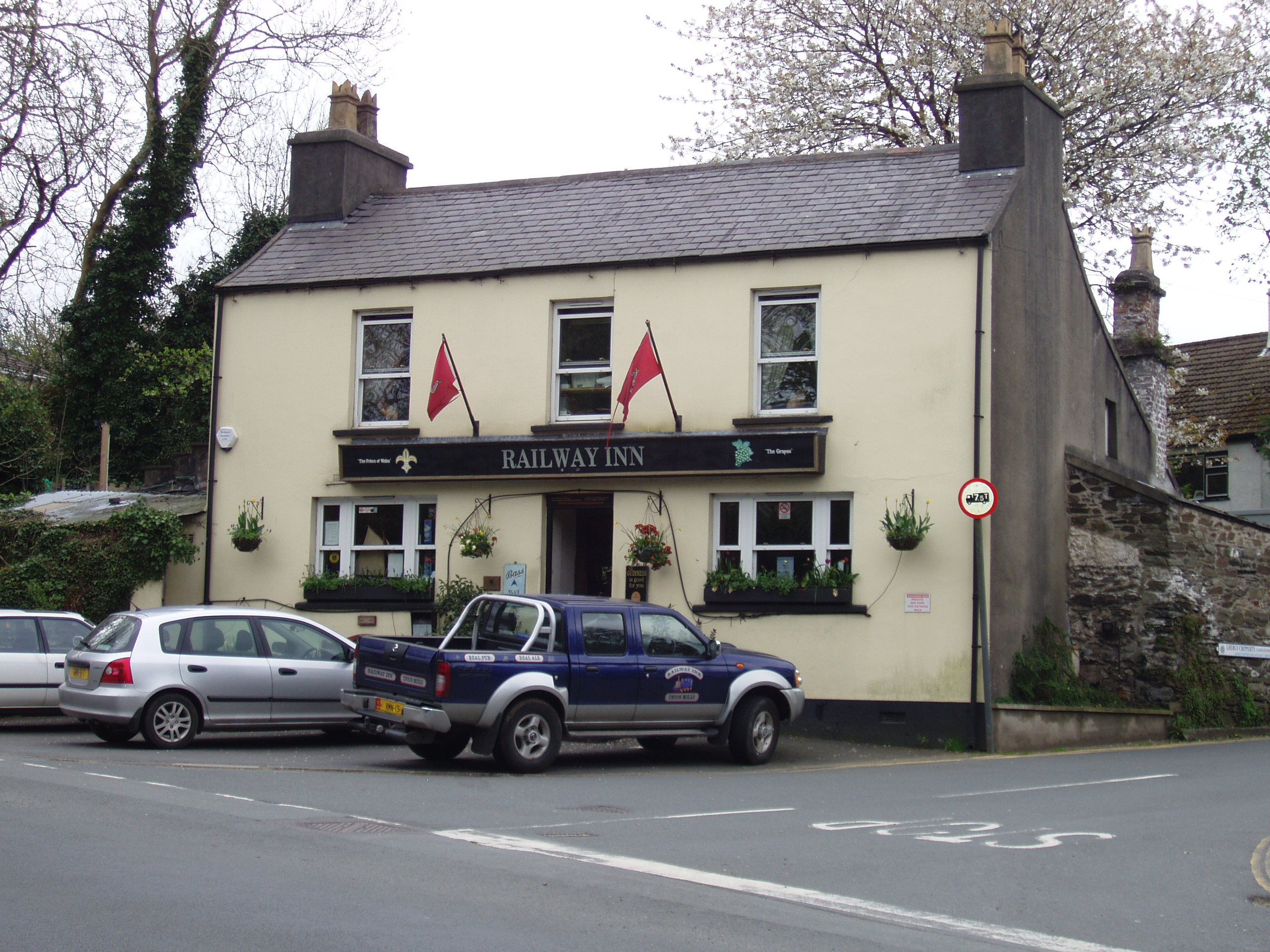
The Railway Inn ligt langs de A1 en daardoor ook langs de Snaefell Mountain Course

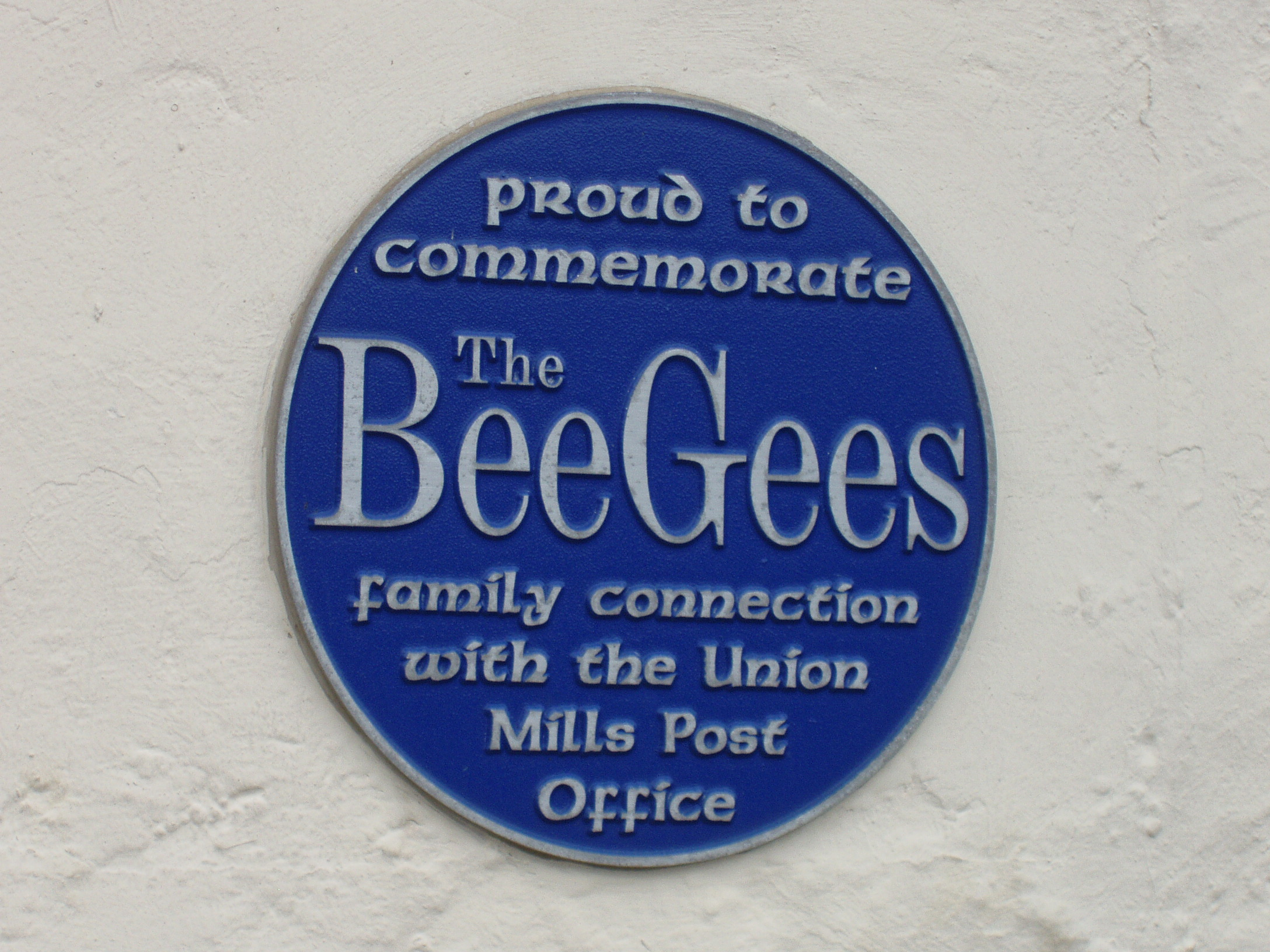
Herinneringsplaquette aan de familie Gibb naast de voordeur van de huidige supermarkt in Union Mills

Union Mills (Manx: Mwyllin Doo Aah) is een dorp in de parochie Braddan langs de A1 tussen Douglas en Peel op het eiland Man, dicht bij de rivier de Dhoo.

## Geschiedenis en naamgeving
Vanaf 1511 was het dorp bekend als "Mullen Doo", "Mwyllin Doo Aah" of een verbastering daarvan: "Mullin Doway" (Molen bij de zwarte voorde). In 1807 werd een textielmolen gebouwd door William Kelly. Zijn bedrijf heette Flail and Fleece United. Van deze molen resteren nog slechts enkele muren, maar het molenaarshuis staat nog in het dorp. Daar staat ook de Snugborough Trading Estate en de Memorial Hall, die is opgedragen aan John Dalrymple Maitland. Hij sneuvelde in Frankrijk op 21 februari 1916 en was de zoon van Dalrymple Maitland, die van 1909 tot 1919 Speaker van het House of Keys was. De naam "Union" was de verkoopnaam van de producten van de molen.

## Union Mills Station
Het Union Mills Station was een van de originele stations langs de Isle of Man Railway van Douglas naar Peel. Het werd op 1 juli 1873 geopend. Het was een enkelspoorlijn, die bij Union Mills een passeerlus had. De lijn werd in 1965 opgeheven door de slechte staat van het spoor, maar in 1967 heropend. Na financiële problemen werd ze op 7 september 1968 definitief gesloten. Het spoorbed maakte in 2012 nog deel uit van een langeafstandswandel- en fietspad. Een kort gedeelte van de spoorlijn is teruggelegd op de oorspronkelijke locatie van het station en vormt daar samen met een spoorkraan een herinnering aan de Douglas to Peel Line.

## Races
Union Mills is bekend als markant punt in de Snaefell Mountain Course, het circuit dat gebruikt wordt voor de Isle of Man TT en de Manx Grand Prix. Het maakte ook deel uit van de Highroads Course en de Four Inch Course, die gebruikt werden voor de Gordon Bennett Trial en de RAC Tourist Trophy van 1904 tot 1922. Union Mills ligt tussen de 2nd Milestone en Ballagarey Corner.

### Circuitverloop
Vanaf Snugborough Straight komen de coureurs via een afdalende linker bocht Union Mills binnen. Toen de muren van de oude molen er nog waren, stonden ze vlak langs de weg in de binnenbocht, waardoor dit een "blinde" bocht was. De gebouwen werden nog enige tijd gebruikt als wasserij maar later afgebroken. In de jaren dertig kon men nog plankgas door Union Mills rijden, ondanks de bochten. Pas in 1936 werden de eerste waarschuwingsborden voor de coureurs geplaatst. Daarop stond het verloop van de bochten aangegeven. Ondanks dat er een aantal bochten verdwenen zijn maken de hogere snelheden het tegenwoordig steeds moeilijker om goed door Union Mills te navigeren en de juiste rempunten te vinden. In het dorp zelf zijn nog twee bochten: een rechter die wordt ingezet ter hoogte van de Railway Inn, een linker die slechts 100 meter verder ligt. Daarna kan men weer gas geven op de klim naar Ballahutchin Hill, maar de snelheid waarmee de laatste bocht in Union Mills genomen wordt is bepalend voor de snelheid daar.

### Gebeurtenissen bij Union Mills
- 1931: Freddie Hicks crashte op 19 juni met een AJS in de vijfde ronde van de Senior TT en was op slag dood.
- 1935: John Angus MacDonald verongelukte op 17 juni met een Norton tijdens de Junior TT.
- 1938: Percy Pritlove verongelukte op 12 september met een Vincent-HRD tijdens de training voor de Manx Grand Prix.
- 1962: Travelling Marshal John Goldsmith verongelukte op 28 mei tijdens de TT-week bij een verkeersongeval.
- 1962: Colin Meehan verongelukte op 6 juni met een AJS Boy Racer tijdens de Junior TT.
- 1973: John Clarke verongelukte op 2 juni met een Suzuki T20 tijdens de Production 250 cc TT.
- 1976: Op 12 juni verongelukte Les Kenny met een Yamaha TZ 250 tijdens de Lightweight 250 cc TT.
- 1976: Politieagent D.A. Hamer kwam op 7 september om het leven tijdens de Senior race van de Manx Grand Prix.
- 1997: Russell Waring verongelukte op 26 mei met een Yamaha TZ 125 tijdens de training voor de Ultra-Lightweight TT.
- 1998: Rob Wingrave verongelukte op 27 augustus met een Norton Manx tijdens de Senior Classic race van de Manx Grand Prix.
- 2005: Geoff Sawyer verongelukte op 24 augustus met Matchless G50 tijdens de training voor de Senior Classic race van de Manx Grand Prix. John Bourke verongelukte op 1 september met een Suzuki tijdens de Junior TT.

## Trivia
Het postkantoor in Union Mills kreeg vaak ongewenst "bezoek" van coureurs die de bocht misten. In de jaren dertig werd een stapel zandzakken voor de deur gelegd, die de beschikbare weg weliswaar versmalde, maar een redelijk veilige standplaats voor publiek creëerde en bovendien voorkwam dat coureurs het postkantoor in reden. Later werd dit postkantoor het woonhuis van de familie Gibb, waarvan de zoons de Bee Gees zouden vormen. In het begin van de 21e eeuw was het een kleine supermarkt naast de Methodist Church.
(Markante punten in cursief zijn onofficiële punten of worden alleen gebruikt binnen Marshal Sectors)
1e mijl:
TT Grandstand ·
Nobles Park ·
St Ninian's Crossroads ·
Bray Hill ·
Ago's Leap ·
Quarterbridge Road ·
1st Milestone ·
2e mijl:
Wal Handley Memorial Seat ·
Quarterbridge ·
Port-y-Chee Meadow ·
Braddan Bridge ·
Jubilee Oak ·
Braddan Bridge House ·
Braddan Depot ·
Snugborough (Cronk Dhoo) ·
2nd Milestone ·
3e mijl:
Union Mills (Mullen Dhoo, Mwyllin Dhoo Aah, Mullin Doway) ·
Railway Inn ·
Ballahutchin Hill (Elm Bank Hill) ·
3rd Milestone ·
4e mijl:
Ballafreer ·
Glenlough ·
Ballagarey Corner ·
Glen Vine (Glen Darragh) ·
Ballabeg ·
4th Milestone ·
5e mijl:
Crosby ·
Crosby Left (Vicarage Corner) ·
Crosby Cross-Roads ·
5th Milestone ·
6e mijl:
Crosby Hill (Ballaglonney Hill of Halfway Hill) ·
Halfway House (The Waggon & Horses) ·
St Trinian's ·
The Highlander ·
Greeba Verandah ·
Pear Tree Cottage ·
Greeba Castle ·
6th Milestone ·
7e mijl:
Appledene (Shimmin's Corner) ·
Central Valley (Greeba Gap) ·
Greeba Bridge ·
The Hawthorn ·
Knock Breck ·
Gorse Lea ·
7th Milestone ·
8e mijl:
Ballagarraghyn ·
Ballacraine ·
Ballaspur ·
Ballig ·
8th Milestone ·
9e mijl:
Ballig Bridge ·
Doran's Bend ·
Laurel Bank ·
9th Milestone ·
10e mijl
Glen Moar Mill ·
Black Dub ·
Quarter-Distance Marker ·
The Vaish ·
Glen Helen (Glen Rhenass) ·
Sarah's Cottage ·
Creg Willey's Hill ·
10th Milestone ·
11e mijl:
Lambfell Beg ·
Lambfell (Moar) Cottage ·
Cronk-y-Voddy (Cronk-y-Voddy Straight) ·
Cronk-y-Voddy Cross Roads ·
Molyneux's ·
Cronk Bane Farm ·
11th Milestone ·
12e mijl:
Drinkwater's Bend ·
Handley's Corner (Cronk-y-Fedjag, Ballamenagh) ·
12th Milestone ·
13e mijl:
McGuinness's (Shoughlaigue Bridge) ·
Ballaskyr ·
Barregarrow Cross Roads (Cronk Aashen) ·
Barregarrow ·
Little Bray ·
Barregarrow Bottom ·
Cammal Farm ·
Cronk Urleigh ·
13th Milestone ·
14e mijl:
Ballalonna Bridge ·
Westwood Corner ·
Ballakinnag ·
14th Milestone ·
15e mijl:
Douglas Road Corner ·
Glen Wyllin Corner ·
The Mitre ·
Dave Saville Memorial Seat ·
Kirk Michael ·
The White House ·
15th Milestone ·
16e mijl:
Birkin's Bend ·
Rhencullen ·
Bishopscourt ·
Bishopscourt Farm Bends ·
Bishopscourt Straight ·
Orrisdale North ·
16th Milestone ·
17e mijl:
Dub Cottage (Bishop's Dub) ·
Alpine Cottage ·
Balla Cobb ·
17th Milestone ·
18e mijl:
Ballaugh Bridge ·
Ballaugh ·
Gwen's ·
Ballacrye Corner ·
Ballacrye ·
18th Milestone ·
19e mijl:
Quarry Bends ·
Ballavolley ·
Wildlife Park ·
Sulby Straight ·
Half-distance Marker ·
19th Milestone ·
20e mijl:
Sulby ·
Sulby Glen Hotel ·
Sulby Crossroads ·
Sulby Bridge ·
20th Milestone ·
21e mijl:
Ginger Hall ·
Kerrowmoar ·
21st Milestone ·
22e mijl:
Glen Duff ·
Glentramman ·
Temple Corner (Water Through Corner) ·
Glentramman Loop Road ·
Churchtown ·
Caravan ·
22nd Milestone ·
23e mijl:
Lezayre War Memorial ·
Ballakillingan ·
Conker Fields ·
K-tree ·
Sky Hill ·
Milntown Cottage (Pinfold Cottage) ·
Milntown Bridge (Glen Auldyn Bridge) ·
Milntown ·
Gardener's Lane ·
23rd Milestone ·
24e mijl:
Lezayre Road ·
School House Corner (Crossags, Russel's Corner) ·
Parliament Square ·
Queen's Pier Road ·
Ramsey Depot ·
Cruickshanks Corner ·
May Hill ·
24th Milestone ·
25e mijl:
Whitegates ·
Stella Maris ·
Ramsey Hairpin ·
Little Gooseneck ·
Water Works Corner ·
Ballure Reservoir ·
Mountain Section ·
Tower Bends ·
25th Milestone ·
26e mijl:
Gooseneck ·
Joey's (26th Milestone) ·
27e mijl:
Guthrie's Memorial ·
The Cutting ·
27th Milestone ·
28e mijl:
Milligan's Bridge ·
Mountain Mile ·
28th Milestone ·
29e mijl:
Three-Quarter distance marker ·
Mountain Box (East Mountain Gate, East Snaefell Gate) ·
29th Milestone ·
30e mijl:
Casey's (Rice's Corner, George's Folly) ·
Black Hut (Stonebreakers Hut, Shepherd's Hut) ·
John Smyth Memorial Shelter ·
Verandah ·
30th Milestone ·
31e mijl:
Bungalow Bridge ·
Stonebridge ·
Les Graham Memorial ·
Bungalow Bends ·
McIntyre Box ·
Murray's Museum ·
Joey Dunlop Memorial ·
The Bungalow ·
31st Milestone ·
32e mijl:
Hailwood's Rise ·
Hailwood's Height ·
Brandywell (West Mountain Gate, Beinn-y-Phott Gate, Bungalow Gate) ·
Duke's (32nd Milestone) ·
33e mijl:
Windy Corner (Nobles Corner) ·
Nobles Park Road ·
Slieu Lhost Quarry ·
Thirty-Third (33rd Milestone) ·
34e mijl:
Keppel Gate (Clarke's Corner) ·
Kate's Cottage (Shepherd's House) ·
34th Milestone ·
35e mijl:
Creg-ny-Baa (the Keppel Hotel) ·
Gob-ny-Geay (Sunny Orchard) ·
35th Milestone ·
36e mijl:
Brandish Corner (Telegraph Hill, O'Donnell's en Upper Hillberry Corner) ·
Hillberry Corner ·
36th Milestone ·
37e mijl:
Glen Dhoo Farm ·
Hillberry Road ·
Cronk-ny-Mona ·
Johnny Watterson's Lane ·
Signpost Corner ·
Bedstead Corner ·
The Nook ·
37th Milestone ·
38e mijl:
Bemahague ·
Governor's Bridge ·
Governor's Dip ·
Glencrutchery Road ·
38th Milestone